# فرانك غريفيث (لاعب كرة قاعدة)
فرانك غريفيث (بالإنجليزية: Frank Griffith)‏ هو لاعب كرة قاعدة أمريكي، ولد في 18 نوفمبر 1872 في غيلمان في الولايات المتحدة، وتوفي في 8 ديسمبر 1908 في واترمان في الولايات المتحدة.

## وصلات خارجية
- فرانك غريفيث على موقعبيزبول رفرنس.كوم (الدوري الرئيسي) (الإنجليزية)
- فرانك غريفيث على موقعبيزبول رفرنس.كوم (الدوري الثانوي) (الإنجليزية)